# Švýcarsko na Letních olympijských hrách 1976
Švýcarsko se účastnilo Letní olympiády 1976 v kanadském Montréalu. Zastupovalo ho 50 sportovců (47 mužů a 3 ženy) ve 12 sportech.

## Medailisté
| Medaile | Jméno                                                                               | Sport     | Soutěž                |
| ------- | ----------------------------------------------------------------------------------- | --------- | --------------------- |
| Zlato   | Christine Stückelbergerová                                                          | Jezdectví | Drezura - jednotlivci |
| Stříbro | Ulrich Lehmann Doris Ramseier Christine Stückelbergerová                            | Jezdectví | Drezura - družstva    |
| Bronz   | Jürg Röthlisberger                                                                  | Judo      | Muži do 93 kg         |
| Bronz   | Jean-Blaise Evéquoz Christian Kauter Michel Poffet Daniel Giger François Suchanecki | Šerm      | Družstvo mužů kord    |